# Pennies from Heaven (1936)
Pennies from Heaven ist eine US-amerikanische Filmkomödie aus dem Jahr 1936 nach dem Roman The Peacock Feather von Katherine Leslie Moore.

## Handlung
Kurz vor seiner Hinrichtung gibt der Verbrecher Hart seinem Zellenfreund Larry Poole eine Nachricht, die dieser der Familie Smith in New Jersey übergeben soll. Larry wird aus dem Gefängnis entlassen und verdient sich ein wenig Geld, indem er mit der jungen Patsy Smith in Hinterhöfen singt. Dabei lernt er die Sozialarbeiterin Susan Sprague kennen, die Patsy in einem Waisenhaus unterbringen will. Patsy macht Larry mit ihrem Großvater Gramp Smith bekannt, dem er bei einem Abendessen die Nachricht Harts übergibt. Als Wiedergutmachung für die Ermordung von Patsys Vater hat Hart der Nachricht einen Schlüssel beigefügt, der für ein Versteck bestimmt ist.
Mr. Carmichael vom Wohlfahrtsausschuss beauftragt Susan, Patsy in einem Waisenhaus unterzubringen, da ihr Großvater das Mädchen nicht genügend versorgen kann. Larry, der das Versteck als ein verlassenes Haus vorgefunden hat, hat die Idee, aus dem Haus ein Café zu machen. Am Abend der Eröffnung wird allerdings Harry, der Bandleader des Orchesters, vom Sheriff wegen Hühnerdiebstahls festgenommen. Um die Betreiberlizenz für das Café bezahlen zu können, verdingt sich Larry auf dem Jahrmarkt als Kunstpilot. Doch bei einer Aufführung stürzt er ab und kommt ins Krankenhaus. Gramp benachrichtigt ihn, dass Patsy in ein Waisenhaus gebracht wurde und dass Larry sie nicht sehen darf. Susan hört von dieser Auflage und kündigt ihren Dienst bei der Wohlfahrt. Sie freundet sich mit Patsy an.
Larry schafft es, in dem Waisenhaus eine Vorstellung zu geben. Er will Patsy aus dem Heim holen, doch Patsy will wegen ihrer Freundschaft zu Susan nicht mit ihm gehen. Larry sucht in New York nach Susan und wird festgenommen. Patsy tritt in einen Hungerstreik und kann die Leitung des Waisenhauses davon überzeugen, dass sie ein ständiger Unruheherd für das Heim sei. Larry und Susan, mittlerweile verheiratet, adoptieren sie.

## Kritiken
Frank S. Nugent von der New York Times bezeichnete den Film als gesunde, leicht sentimentale und liebenswürdige Komödie.

## Auszeichnungen
1937 wurde der Titelsong Pennies from Heaven von Arthur Johnston und Johnny Burke in der Kategorie Bester Song für den Oscar nominiert

## Hintergrund
Die Premiere hatte der Film am 25. November 1936.
Louis Armstrong, der zusammen mit seiner Band auftrat, hatte sein Spielfilmdebüt.